# 柴再用
柴再用（9世纪—935年），汝陽人，本名柴存。五代十國吳國的大將，先後在太祖楊行密、烈祖楊渥、高祖楊隆演及睿帝楊溥四朝中擔當重要軍事將領。

## 生平
柴再用初時在淮南節度使孫儒軍中效力，因其出色的答問而受賞識，孫儒對他說：「汝果不反，吾再用汝。」命令他改名為柴再用。孫儒與楊行密大戰爭奪淮南失敗後被殺，柴再用歸入楊行密麾下。唐昭宗乾寧二年(895年)，柴再用因助李厚擊卻朱溫的軍隊，授職為夀州團練副使，又因說降賈公鐸、馮敬章，論功尋升遷為光州刺史。
天祐二年（905年），朱溫攻打淮南，經過光州，朱溫派遣使者對柴再用威逼說朱溫已傳下旨意，要是你獻城歸降，擢升柴再用為蔡州刺史，如果頑抗，便將全城人殺光。柴再用送畢來使後，換上戎裝，登城見朱溫，執禮甚恭說：「光州城小兵弱，哪敢觸犯大王威嚴，大王如能攻下壽州，光州敢不從命歸降？」朱溫遂逗留十日而撒去。既而朱溫逾過淮水，柴再用卻掠其後軍，俘斬數千兵馬，鹵輜重財貨無算。不久改任指揮使。
天祐五年（908年），柴再用破吳越大將張仁傑於魚蕩，先登陷陳，恢復東洲。是日交戰時，柴再用的舟艦忽然損壞，長矟載浮僅得渡過。家人爲飯僧千人以酬謝冥福，柴再用悉取其食以犒獎士兵，說：「士卒濟我，僧何力焉」。不久，章州觀察使李遇不接受徐溫之命將軍職務交給王壇，柴再用率領軍隊送王壇去，且召李遇來朝見，最終以計殺李遇。不久又將兵討伐劉崇景，大破馬楚軍隊於萬勝岡，復有軍功。武義元年（919年） ，楊隆演建立吳國，拜柴再用為左龍武統軍。居數年後，再封為武昌軍節度使，不久又改為馬軍都指揮使。柴再用其後因以戎服入朝被彈劾。其後，累加軍功為隱勝軍節度使，兼任中書令。大和七年（935年）夏六月，柴再用病逝。
柴再用的兒子柴克宏亦為南唐名將，官至奉化軍節度使。

## 軼事
- 史官王振詢問柴再用的戰功，柴再用答說：「鷹犬微效，皆社稷之靈，余何功之有！」。竟然不報戰功[6]。

- 又常按家樂於後苑，有人竊於門隙偷窺，孱倆召至後苑曰：「隟風恐傷爾眸子。」其爲人長者類如此[6]。

- 或柴再用爲牙將時，當時天大雷電，家人盡皆伏匿，柴再用獨自危坐不動。忽然見襦袴者四人舁柴再用坐敗牀出庭中，已復大震屋折，有龍出焉[6]。

- 又柴再用在武義年間，柴再用常在廳事獨坐，忽然有老鼠走至庭下，拱立如同拜揖之狀。柴再用大怒呼叫左右，左右皆不至，柴再用卽自起驅逐老鼠，而屋樑頓折，所坐牀几盡糜梁碎。 人莫不奇其事[6]。

- 九國志：柴再用累歷藩鎮，敦尚儉素，車馬導從不過十人，亦一時之良將[6]。